# Chenal Bostonnais
Pour les articles homonymes, voir chenal et Bostonnais.
Le chenal Bostonnais constitue un raccourci sur le cours de la rivière Bostonnais, se détachant du côté est pour former l’île Bostonnais. Le chenal Bostonnais coule vers le sud, puis le sud-ouest, en traversant les cantons de Gendron et de Bickerdike, entièrement dans la municipalité de Lac-Édouard, en Mauricie, au Québec, au Canada.
L’activité économique du bassin versant du Chenal Bostonnais est la foresterie. La surface de la rivière est généralement gelée de la mi-décembre à la mi-mars.

## Géographie
Le chenal Bostonnais prend sa source au lac Devenys (longueur : 2,5 km ; altitude : 397 m) lequel est traversé vers le nord-ouest par le cours de la rivière Bostonnais. Ce lac chevauche le canton de Gendron (dans Lac-Édouard) et le canton de Borgia (dans l'agglomération de La Tuque). Le lac Devenys comporte deux émissaires : la rivière Bostonnais qui se continue du côté nord-ouest et le cheval Bostonnais qui prend sa source au sud du lac.
À partir de l’embouchure du lac Devenys, le chenal Bostonnais coule sur 17,0 km, selon les segments suivants :
- 2,2 km vers le sud-ouest jusqu’à l’embouchure du lac Paul (longueur : 1,4 km ; altitude : 315 m) que le courant traverse sur sa pleine longueur ;
- 5,3 km vers le sud, en traversant le lac de la Branche Sud (longueur : 4,3 km ; altitude : 305 m), que le courant traverse sur sa pleine longueur jusqu’à son embouchure ;
- 1,9 km vers le sud, jusqu’à la limite du canton de Bickerdike ;
- 2,1 km vers le nord-ouest, en formant une courbe vers le sud-ouest, jusqu’à la limite du canton de Gendron ;
- 0,7 km vers le nord-ouest dans le canton de Gendron, en formant une courbe vers le nord, jusqu’à la limite du canton de Bickerdike ;
- 4,8 km vers le sud-ouest dans le canton de Bickerdike, en formant une courbe vers le sud-est, jusqu'à la confluence de la rivière[2].

Le chenal Bostonnais se déverse au fond d’une petite baie sur la rive sud-est de la rivière Bostonnais, à 34,0 km au nord-est du centre-ville de La Tuque et à  11,6 km au nord-ouest du centre du village de Lac-Édouard.
D’une longueur de 96 km, la rivière Bostonnais coule généralement vers le sud-ouest. Elle prend sa source de principaux plans d'eau, situés plus en altitude dans les montagnes au cœur de la Zec Kiskissink. En haute-Bostonnais, à partir du petit lac du Chalet, l'eau se déverse d'un lac à l'autre jusqu'à l'embouchure du Grand lac Bostonnais. La rivière Bostonnais se déverse sur la rive est de la rivière Saint-Maurice, du côté nord de la ville de La Tuque.

## Toponymie
Le toponyme chenal Bostonnais a été officialisé le 5 décembre 1968 à la Commission de toponymie du Québec.